# پائولو تورس
پائولو تورس (انگلیسی: Paulo Torres؛ زادهٔ ۲۵ نوامبر ۱۹۷۱) بازیکن سابق فوتبال اهل پرتغال است که در پست مدافع چپ بازی می‌کرد و در حال حاضر مدیر باشگاه هویلا در آنگولا است.
وی همچنین در تیم‌های ملی فوتبال زیر ۱۸ سال پرتغال، زیر ۲۰ سال پرتغال، زیر ۲۱ سال پرتغال، و پرتغال بازی کرده‌است.